# Scintillatie (natuurkunde)
Scintillatie is in de elementaire natuurkunde de kenmerkende lichtflits die voorkomt als een of andere straling op een fluorescente stof wordt gericht. 
Wanneer er zo straling op de fluorescente stof wordt gericht, nemen de moleculen in deze stof de stralingsdeeltjes op. De energie waarin de straling in de moleculen wordt omgezet, wordt na verloop van tijd weer als ultraviolet of zichtbaar licht uitgestraald. Deze weer uitgezonden straling heeft een golflengte die voor de fluorescente stof kenmerkend is. De door de fluorescente stof uitgezonden straling heeft over het algemeen een langere golflengte dan de daarvoor ingevangen straling. Het resultaat, zeker bij straling met een hoge intensiteit, waarbij de kans groot is dat die straling tegen moleculen botst, zijn lichtflitsen.
Deze lichtflitsen zijn dus een vorm van luminescentie. Zij kunnen met een scintillatiemeter worden gemeten. Moderne scintillatiemeters worden bijvoorbeeld in experimenten met deeltjesversnellers gebruikt.